# Tom Liebscher
Tom Liebscher (Dresda, 3 agosto 1993) è un canoista tedesco, vincitore della medaglia d'oro a Rio de Janeiro 2016 nel K4 1000m e a Tokyo 2020 e Parigi 2024 nel K4 500.

## Palmarès
- Olimpiadi

Rio de Janeiro 2016: oro nel K4 1000m.
Tokyo 2020: oro nel K4 500m.
Parigi 2024: oro nel K4 500m.
- Mondiali

Duisburg 2013: oro nel K1 500m.
Mosca 2014: argento nel K2 200m.
Milano 2015: argento nel K1 500m.
Račice 2017: oro nel K1 1000m e nel K4 500m.
Montemor-o-Velho 2018: oro nel K4 500m e argento nel K1 500m.
Seghedino 2019: oro nel K1 500m e nel K4 500m.
- Europei

Montemor-o-Velho 2013: bronzo nel K1 200m.
Brandeburgo 2014: oro nel K1 500m e nel K2 200m.
Račice 2015: oro nel K2 200m e argento nel K1 500m.
Mosca 2016: oro nel K1 500m e bronzo nel K2 200m.
Belgrado 2018: argento nel K4 500m.
- Giochi europei

Baku 2015: argento nel K2 200m.
Minsk 2019: argento nel K4 500m.
- Giochi olimpici giovanili estivi

Singapore 2010: argento nel K1.